# 126-я истребительная авиационная дивизия ПВО
126-я истреби́тельная авиацио́нная Краснознамённая диви́зия ПВО (126-я иад ПВО) — авиационное соединение ПВО Вооружённых Сил РККА, принимавшее участие в боевых действиях Великой Отечественной войны.

## История наименований
- 126-я истребительная авиационная дивизия ПВО;
- 126-я истребительная авиационная дивизия[1];
- 126-я истребительная авиационная Краснознамённая дивизия;
- Полевая почта 45193;
- Полевая почта 79852[2].

## История и боевой путь дивизии
126-я истребительная авиационная дивизия ПВО сформирована 4 мая 1942 года Приказом НКО СССР в составе Архангельского дивизионного района ПВО Архангельского военного округа.
В декабре 1942 года дивизия была перебазирована в состав Пензенского бригадного района ПВО Южно-Уральского военного округа на аэродромы Астраханского аэроузла для прикрытия утта-элистинского направления. Этому направлению Ставкой ВГК придавалось большое значение. В ходе летнего наступления немецких войск группы армий «A» на астраханском направлении 28 августа 1942 года ударная группа вермахта перешла в наступление в районе Яшкуля, в результате которого 30 августа 1942 года Утта была занята немцами. 20 ноября 1942 года 51-я и 28-я армии Сталинградского фронта перешли в наступление, в ходе которого 22 ноября 1942 года части 152-й отдельной стрелковой бригады РККА выбили из Утты немецкий гарнизон. В ходе Сталинградской битвы полки дивизии выполняли задачи по прикрытию важных объектов и войск от воздушного нападения авиации противника.
В феврале 1943 года дивизия перебазировалась на Грозненский аэроузел в состав Грозненского дивизионного района ПВО Закавказского фронта с задачей прикрытия важнейших важных государственных объектов в городах Минеральные Воды, Грозный, Армавир, Тихорецк, Кропоткин, Краснодар. В этот период Битвы за Кавказ части дивизии взаимодействовали с авиационными дивизиями 4-й воздушной армии Северо-Кавказского фронта.
С апреля 1944 года дивизия вошла в состав Южного фронта ПВО и участвовала в борьбе с авиацией противника, проводящей разведывательную деятельность и наносившей отдельные бомбардировочные удары по объектам а районах Минеральные Воды, Грозный, Краснодар, по железнодорожным узлам Гудермес, Прохладный и Невинномысская.
Всего в составе действующей армии дивизия находилась с 1 января 1943 года по 1 августа 1943 года.
После войны дивизия продолжала выполнять задачи ПВО. 126-я истребительная авиационная дивизия ПВО после передачи в состав 34-й воздушной армии 30 апреля 1949 года была переименована в 126-ю истребительную авиационную дивизию.

## Командиры дивизии
| Звание                  | Имя                           | Период                  | Примечание                               |
| ----------------------- | ----------------------------- | ----------------------- | ---------------------------------------- |
| Полковник               | Московец Пимен Корнеевич      | 04.05.1942 — 01.07.1942 |                                          |
| Подполковник, Полковник | Девотченко Иван Георгиевич    | 02.07.1942 — 06.09.1943 | ВРИД, с 25.12.1942 г. — командир дивизии |
| Полковник               | Скворчевский Иосиф Андреевич  | 07.09.1943 — 02.08.1944 | назначен командиром 10-го иак ПВО        |
| Полковник               | Акулин Николай Иванович       | 02.08.1944 — 01.06.1946 |                                          |
| Полковник               | Куреш Михаил Фёдорович        | 01.06.1946 — 01.11.1948 |                                          |
| Полковник               | Андреев, Вадим Константинович | 1967 — 1970             |                                          |

| Як-9 | Як-9УМ | Як-9 |

## В составе объединений
| Дата          | Фронт (округ)                             | Район (армия ПВО, корпус ПВО)                                           | Примечание |
| ------------- | ----------------------------------------- | ----------------------------------------------------------------------- | ---------- |
| 04.05.1942 г. | Архангельский военный округ               | Архангельский дивизионный район ПВО                                     |            |
| 29.12.1942 г. | Южно-Уральский военный округ              | Пензенский бригадный район ПВО                                          |            |
| 01.02.1943 г. | Закавказский фронт                        | Грозненский дивизионный район ПВО                                       |            |
| 29.06.1943 г. | Восточный фронт ПВО                       | Грозненский дивизионный район ПВО                                       |            |
| 01.08.1943 г. | Закавказская зона ПВО                     | Грозненский дивизионный район ПВО                                       |            |
| 29.12.1943 г. | Восточный фронт ПВО Закавказская зона ПВО | Грозненский дивизионный район ПВО                                       |            |
| 21.04.1944 г. | Южный фронт ПВО                           | 88-я дивизия ПВО                                                        |            |
| 01.07.1944 г. | Южный фронт ПВО                           | 10-й корпус ПВО                                                         |            |
| 01.08.1944 г. | Южный фронт ПВО                           | 11-й корпус ПВО                                                         |            |
| 24.12.1944 г. | Юго-Западный фронт ПВО                    | 11-й корпус ПВО                                                         |            |
| 01.02.1945 г. | Юго-Западный фронт ПВО                    |                                                                         |            |
| 01.03.1945 г. | Юго-Западный фронт ПВО                    | 11-й корпус ПВО                                                         |            |
| 09.05.1945 г. | Юго-Западный фронт ПВО                    | 85-я дивизия ПВО                                                        |            |
| 09.05.1945 г. | Юго-Западный фронт ПВО                    | 85-я дивизия ПВО                                                        |            |
| 10.06.1945 г. | Юго-Западный округ ПВО                    | 85-я дивизия ПВО                                                        |            |
| 01.02.1946 г. | Юго-Западный округ ПВО                    | 21-я воздушная истребительная армия ПВО                                 |            |
| 30.04.1949 г. | Закавказский военный округ                | 34-я воздушная армия                                                    |            |
| 08.10.1953 г. | Группа советских войск в Германии         | 24-я воздушная армия 61-й гвардейский истребительный авиационный корпус |            |
| 04.04.1968 г. | Группа советских войск в Германии         | 16-я воздушная армия 61-й гвардейский истребительный авиационный корпус |            |
| 05.05.1980 г. | Группа советских войск в Германии         | ВВС ГСВГ 71-й истребительный авиационный корпус                         |            |
| 01.05.1988 г. | Группа советских войск в Германии         | 16-я воздушная армия                                                    |            |
| 25.08.1992 г. | Группа советских войск в Германии         | 16-я воздушная армия                                                    |            |

## Участие в операциях и битвах
- ПВО объектов Архангельского военного округа
- ПВО объектов Южно-Уральского военного округа
- ПВО объектов Закавказского фронта
- ПВО объектов Закавказской зоны ПВО
- ПВО объектов Харьковского военного округа
- ПВО объектов Северо-Кавказского военного округа
- ПВО объектов Одесского военного округа
- ПВО объектов Отдельной Приморской армии
- ПВО объектов 1-го Украинского фронта
- ПВО объектов 2-го Украинского фронта
- Особая государственная задача по обеспечению Крымской конференции глав трёх держав: СССР США и Великобритании — январь — февраль 1945 года
- ПВО объектов Плоештинской зоны ПВО Румынии

| МиГ-17 | МиГ-15 | МиГ-17 |

## Части и отдельные подразделения дивизии
За весь период своего существования боевой состав дивизии претерпевал изменения, в различное время в её состав входили полки:
| Период                  | Наименование                                      | Примечание                           |
| ----------------------- | ------------------------------------------------- | ------------------------------------ |
| 24.03.1960 — 01.05.1992 | 73-й гвардейский истребительный авиационный полк  | передан в 9-ю иад                    |
| 17.10.1951 — 01.03.1960 | 116-й гвардейский истребительный авиационный полк | переформирован в апиб                |
| 05.04.1946 — 10.06.1992 | 35-й истребительный авиационный полк ПВО          | выведен из состава дивизии           |
| 01.07.1945 — 01.09.1945 | 586-й истребительный авиационный полк ПВО         | расформирован, Тыргшору-Ноу, Румыния |
| 28.04.1943 — 09.07.1943 | 628-й истребительный авиационный полк ПВО         | передан в состав 10-го иак ПВО       |
| 19.12.1942 — 10.04.1944 | 652-й истребительный авиационный полк ПВО         | передан в 36-ю иад ПВО               |
| 22.07.1944 — 16.01.1945 | 738-й истребительный авиационный полк ПВО         | передан в 127-ю иад ПВО              |
| 20.01.1945 — 15.02.1946 | 802-й истребительный авиационный полк ПВО         | расформирован, Тыргшору-Ноу, Румыния |
| 22.02.1943 — 21.07.1944 | 822-й истребительный авиационный полк ПВО         | передан в 127-ю иад ПВО              |
| 01.03.1945 — 25.02.1946 | 822-й истребительный авиационный полк ПВО         | расформирован, Тыргшору-Ноу, Румыния |
| 24.04.1942 — 06.07.1942 | 831-й истребительный авиационный полк ПВО         | передан в 286-ю иад                  |
| 24.04.1942 — 10.06.1942 | 832-й истребительный авиационный полк ПВО         | убыл в 27-й запасной иап             |
| 01.05.1942 — 04.07.1943 | 833-й истребительный авиационный полк ПВО         | передан в состав 10-го иак ПВО       |
| 25.07.1944 — 13.05.1992 | 833-й истребительный авиационный полк ПВО         | расформирован на аэродроме Тоцкое    |
| 15.09.1942 — 13.05.1944 | 965-й истребительный авиационный полк ПВО         | передан в 123-ю иад ПВО              |
| 08.08.1942 — 24.12.1942 | 966-й истребительный авиационный полк ПВО         | передан в 122-ю иад ПВО              |
| 01.03.1946 — 31.10.1951 | 982-й истребительный авиационный полк ПВО         | передан в 283-ю иад                  |

## Боевой состав на 9 мая 1945 года
| Наименование                              | Примечание                   |
| ----------------------------------------- | ---------------------------- |
| 802-й истребительный авиационный полк ПВО | Як-9, Цвёльфаксинг, Австрия  |
| 822-й истребительный авиационный полк ПВО | Як-7б, Цвёльфаксинг, Австрия |
| 833-й истребительный авиационный полк ПВО | Як-9, Цвёльфаксинг, Австрия  |

## Боевой состав на 1950 год
| Наименование                              | Примечание                     |
| ----------------------------------------- | ------------------------------ |
| 35-й истребительный авиационный полк ПВО  | Як-9, Кобулети, Аджарская АССР |
| 833-й истребительный авиационный полк ПВО | Як-9, Чорох, Аджарская АССР    |
| 982-й истребительный авиационный полк ПВО | Як-9, Вазиани, Грузинская ССР  |

| МиГ-21 | МиГ-29 | МиГ-21 бис |

## Боевой состав на 1960 год
| Наименование                                      | Примечание                     |
| ------------------------------------------------- | ------------------------------ |
| 116-й гвардейский истребительный авиационный полк | МиГ-17, Альтес-Лагер, Германия |
| 35-й истребительный авиационный полк              | МиГ-15, Цербст, Германия       |
| 833-й истребительный авиационный полк             | МиГ-15, Альтес-Лагер, Германия |

## Боевой состав на 1970 год
| Наименование                                     | Примечание                       |
| ------------------------------------------------ | -------------------------------- |
| 73-й гвардейский истребительный авиационный полк | МиГ-21, Кётен, Германия          |
| 35-й истребительный авиационный полк             | МиГ-21, Як-28П, Цербст, Германия |
| 833-й истребительный авиационный полк            | МиГ-21, Альтес-Лагер, Германия   |

| МиГ-23 | МиГ-23 | МиГ-23МЛ |

## Боевой состав на 1980 год
| Наименование                                     | Примечание                     |
| ------------------------------------------------ | ------------------------------ |
| 73-й гвардейский истребительный авиационный полк | МиГ-23, Кётен, Германия        |
| 35-й истребительный авиационный полк             | МиГ-23, Цербст, Германия       |
| 833-й истребительный авиационный полк            | МиГ-23, Альтес-Лагер, Германия |

## Боевой состав на 1990 год
| Наименование                                             | Примечание                         |
| -------------------------------------------------------- | ---------------------------------- |
| 73-й гвардейский истребительный авиационный полк         | МиГ-29, Кётен, Германия            |
| 35-й истребительный авиационный полк                     | МиГ-29, Цербст, Германия           |
| 833-й истребительный авиационный полк                    | МиГ-23 МЛД, Альтес-Лагер, Германия |
| 968-й истребительный авиационный полк (с июля 1991 года) | МиГ-29, Альтенбург, Германия       |

## Базирование
| Период               | Место базирования      |
| -------------------- | ---------------------- |
| 04.1945 — 03.1948    | Цвёльфаксинг, Австрия  |
| 03.1948 — 02.1953    | Плоешти, Румыния       |
| 02.1953 — 10.1953    | Батуми, Аджарская АССР |
| 10.1953 — 25.08.1992 | Цербст, Германия       |

## Разное
Лётчик 35-го истребительного авиационного полка ПВО капитан Иванников В. Г. 10 марта 1964 года перехватил и сбил над территорией ГДР американский самолёт-разведчик RB-66 (Douglas B-66 Destroyer).
| МиГ-29 | МиГ-29 | МиГ-29 |